# Sterfort van Matara
Het Sterfort van Matara, oorspronkelijk Redoute Van Eck is een redoute in de vorm van een sterreschans met zes bastions aan de overkant van de Nilwala rivier en deed dienst als een voorwerk van het fort van Matara, aan de zuidkust van Sri Lanka. Het is gebouwd door de Vereenigde Oostindische Compagnie op het eind van de Nederlandse periode: van halverwege de 16de eeuw tot het eind van de 18de, in wat toen Ceylon heette. Vanuit het fort wordt een groot deel van het gebied aan de landzijde van het historische Matara bestreken, zodat het voor een vijandelijk leger uit het binnenland moeilijk was de stad dicht te naderen zonder eerst de schans te moeten uitschakelen.
Het fort heeft meer dan vier meter dikke muren, gemaakt van graniet en koraalsteen, met zes bastions voor in totaal twaalf kanonnen met rondom een zes meter brede gracht. Daaromheen bevinden zich lagere weermuren, verborgen achter de glacis, schuin oplopende aarden wallen waarop kanonskogels konden afketsen. In de loop van de tijd zijn de wallen afgegraven geweest en werd de aarde gebruikt om de gracht te dempen. Op de binnenplaats is een huis gebouwd. In 1990 zijn het huis en andere moderne toevoegingen verwijderd, is de gracht weer uitgegraven en is het fort gerestaureerd en hersteld in zijn oorspronkelijke staat.
Het geheel heeft een doorsnede van zo'n 120 meter. De gracht werd vroeger overspannen door twee ophaalbruggen maar die zijn er niet meer. Een nieuw houten bruggetje leidt nu naar de poort, vanwaar men direct naar links en rechts via een trap op de muren komt en rechtdoor op een klein binnenplaatsje met een waterput in het midden en rondom vertrekken voor soldaten, munitie en proviand. Op de poort staat het wapen van de VOC, het bouwjaar 1763, het wapen van de gouverneur die het liet bouwen: Lubbert Jan baron van Eck, en de naam van het voorwerk: Redoute van Eck. Onder het wapen van Van Eck, in de boog van de poort, is een steen met de naam van Arnoldus de Ly, 'opperkoopman en secunde van het Gaals commandement en dessave deser landen, anno 1765'. De Ly was destijds dessave van Matara en van 1766 tot 1784 commandeur van het nabijgelegen Galle.
Het fort is een van de bezienswaardigheden van Matara en werd na de renovatie van 2008 opengesteld voor het publiek. Er is een archeologisch museum ingericht over de geschiedenis van de stad.

## Architectuur
Het vestingwerk werd ontworpen naar de principes van het Italiaans vestingstelsel en heeft kenmerkende lage dikke muren met pijlvormige bastions die een schootsveld bieden langs de muren naar de bastions aan weerszijden. Zo zijn er geen dode hoeken waar aanvallers de muren kunnen beschadigen. De bastions zijn doorgaans niet verder van elkaar verwijderd dan de maximale schootsafstand van musketten. De bouwmethode werd al snel overgenomen in de Nederlanden en is veel toegepast in vestingsteden. Alle Nederlandse forten in Sri Lanka zijn bastionvestingen behalve dat van Matara, wat het stadje duur kwam te staan bij de Singalese opstand van 1760. Het fort van Matara bestond slechts uit een retranchement, een zeer dikke muur met bastions, maar deze sloot slechts de toegang af tot een schiereiland waar het stadje zich bevond en dat verder slechts beschermd werd door de rivier en de zee. Het voorwerk was gebouwd ter versterking van het slecht verdedigbare fort van Matara, na de rampzalige gebeurtenissen tijdens de opstand. Het was klein, maar alleen met mortiervuur zou er iets tegen uit te richten zijn. Dienst heeft het echter nooit hoeven doen.

## Historische achtergrond: de opstand van 1760
De VOC beheerste het grootste deel van de kustgebieden van Ceylon. In het bergachtige binnenland bevond zich het koninkrijk Kandy, waarmee de Compagnie een gespannen diplomatieke relatie onderhield, gebaseerd op het idee dat de Hollanders de verdedigers van de kusten van de koning waren. Het koninkrijk had in de 17de eeuw de VOC gevraagd de Portugezen te verjagen maar was daarmee van de wal in de sloot geraakt. Het was sindsdien zo goed als opgesloten in het binnenland door de steeds machtiger wordende VOC. Rondom het eiland bezat de VOC een reeks forten ter bescherming van het monopolie op kaneel. De kosten werden aan de koning in rekening gebracht. Deze betaalde echter nooit, zodat de schuld door de jaren heen tot een enorm bedrag was opgelopen. Na een zeer woelige periode in de tweede helft van de 17de eeuw was er in de 18de eeuw een modus vivendi ontstaan. VOC beambten gingen jaarlijks op audiëntie naar het hof van Kandy en de koning stuurde regelmatig gezanten naar de Nederlandse gouverneur in Colombo. Het was voor een deel schone schijn. De VOC sloot het Kandiaanse rijk af van de handel, waaraan het wilde meeverdienen. Het hof voerde zelfs geheime gesprekken met de Engelsen en de Fransen om van de Hollanders af te komen. En de VOC klaagde regelmatig over bureaucratisch gedwarsboom bij het transport van goederen door Kandiaans gebied en dat de koning 'spionnen' naar de kust stuurde om onrust te stoken onder de kaneelschillers.
In 1760 ging het mis, onder het gouverneurschap van Jan Schreuder. Er brak een opstand uit onder de Singalezen. De directe aanleiding voor de opstand lijkt drievoudig te zijn geweest. Schreuder had hoge boetes ingesteld voor het kappen van de merendeels in het wild groeiende kaneelbomen waardoor de kap- en brandlandbouw bedrijvende Singalezen in hun levensonderhoud werden bedreigd. Tegelijkertijd was er sprake van extreme droogte en leed de bevolking al jaren onder de uitbuiting door inlandse hoofden, die deel uitmaakten van de bestuursorganisatie van de VOC.
De opstand werd gesteund door het koninkrijk Kandy. Daar was door een huwelijk een nieuwe dynastie aan de macht, de 'Nayakkers', afkomstig uit Madoera in Zuid-India, die minder gevoelig was voor gevlei en een steviger beleid ten opzichte van Europeanen gewend was.
Het oproer breidde zich uit tot een groot deel van de westelijke en zuidelijke kuststrook. In maart 1761 veroverden Kandiaanse troepen en opstandelingen het grensfort Hanwella. Het garnizoen werd uitgemoord. Vervolgens was het de beurt van Tangalle aan de zuidkust, waar honderden VOC soldaten sneuvelden. Daarna werd Matara belegerd. De Kandianen konden tot dicht bij het stadje komen en bestookten het dagenlang met kanonnen, pijl en bogen en op standaarden plaatsbare donderbussen die de Hollanders 'sprinkhanen' noemden. Het lukte de VOC niet om Matara te behouden. De kanonnen op de muur werden onbruikbaar gemaakt, munitie en voorraden in zee gegooid en het garnizoen werd per schip geëvacueerd naar het nabijgelegen Galle. Matara werd verwoest door de Kandianen.
In voorgaande jaren hadden meerdere gouverneurs geconstateerd dat het fort van Matara onverdedigbaar was, maar het geld ontbrak om er iets aan te doen. De handelspost Ceylon draaide bijna altijd met verlies omdat de kaneelopbrengsten, om corruptie tegen te gaan, in de boeken van Batavia kwamen. Ceylon moest rondkomen van belastingheffing en andere handelsproducten zoals parels, betelnoten, kokospalmproducten zoals olie en arrack, en olifanten. De opbrengsten van deze handel wogen echter meestal niet op tegen de kosten van onderhoud en bemanning van de forten.
Eind 1761 werden op advies van de VOC-Kamer Amsterdam vanuit Coromandel en Malabar in India versterkingen naar Ceylon gestuurd en werd Schreuder vervangen door van Eck, die daarvoor gouverneur van Coromandel was. In februari 1762 werd Matara terugveroverd en begon de heropbouw, met als een van de eerste activiteiten de bouw van het Sterfort. De jaren daarna werd overal orde op zaken gesteld en in 1765 leidde van Eck een veldtocht dwars door de bergachtige jungle naar Kandy. Belaagd door guerrillatactieken van de Kandiaanse troepen en tropische ziektes slaagde men er in de stad te veroveren, waarbij de koning met zijn entourage op de vlucht sloeg. Van Eck zelf stierf een maand later in Colombo, waarschijnlijk aan malaria opgelopen tijdens de veldtocht.

## Galerij

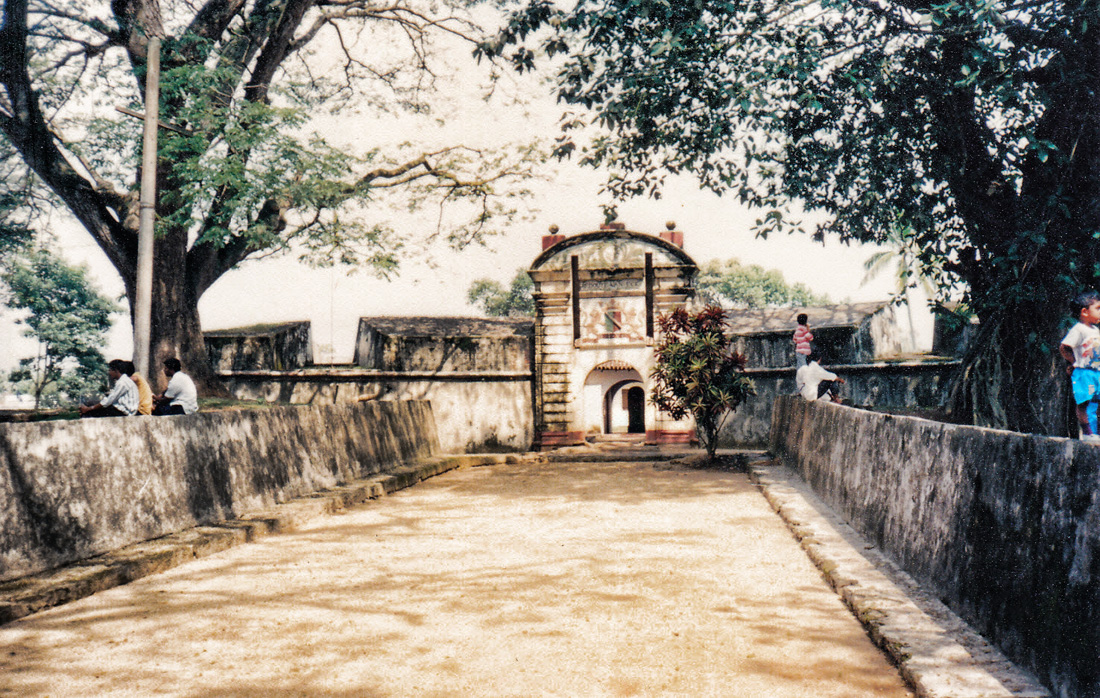
De poort van het Sterfort gezien vanaf de brug over de gracht
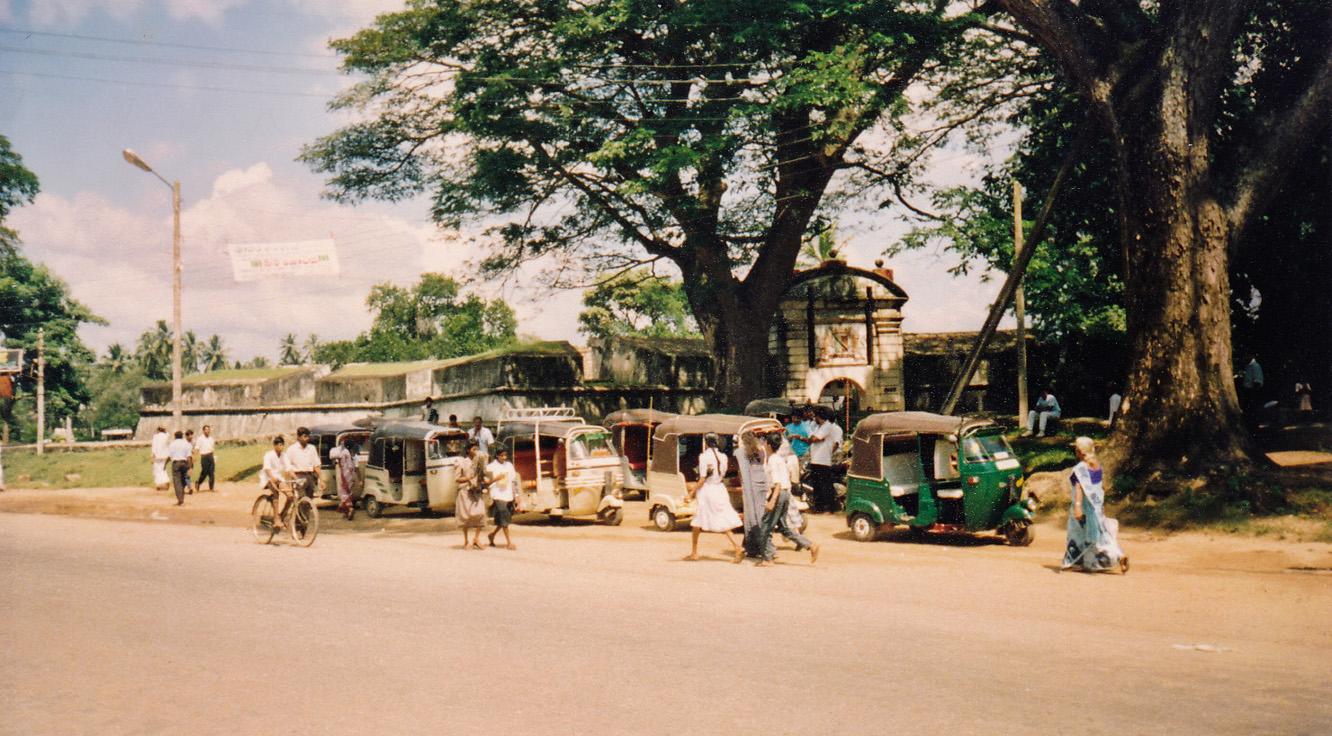
Het Sterfort vanaf de overkant van de straat
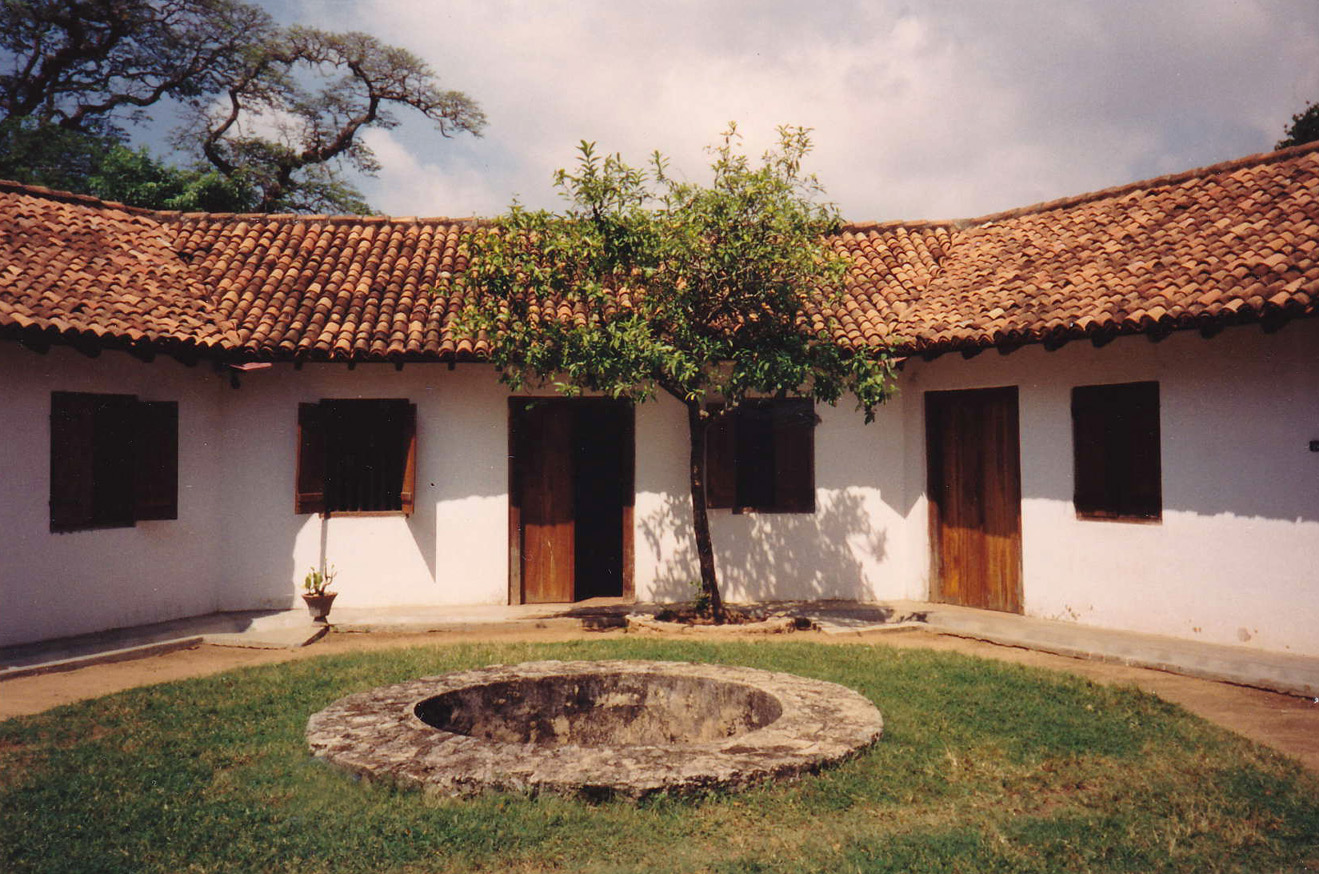
De binnenplaats en waterput van het Sterfort
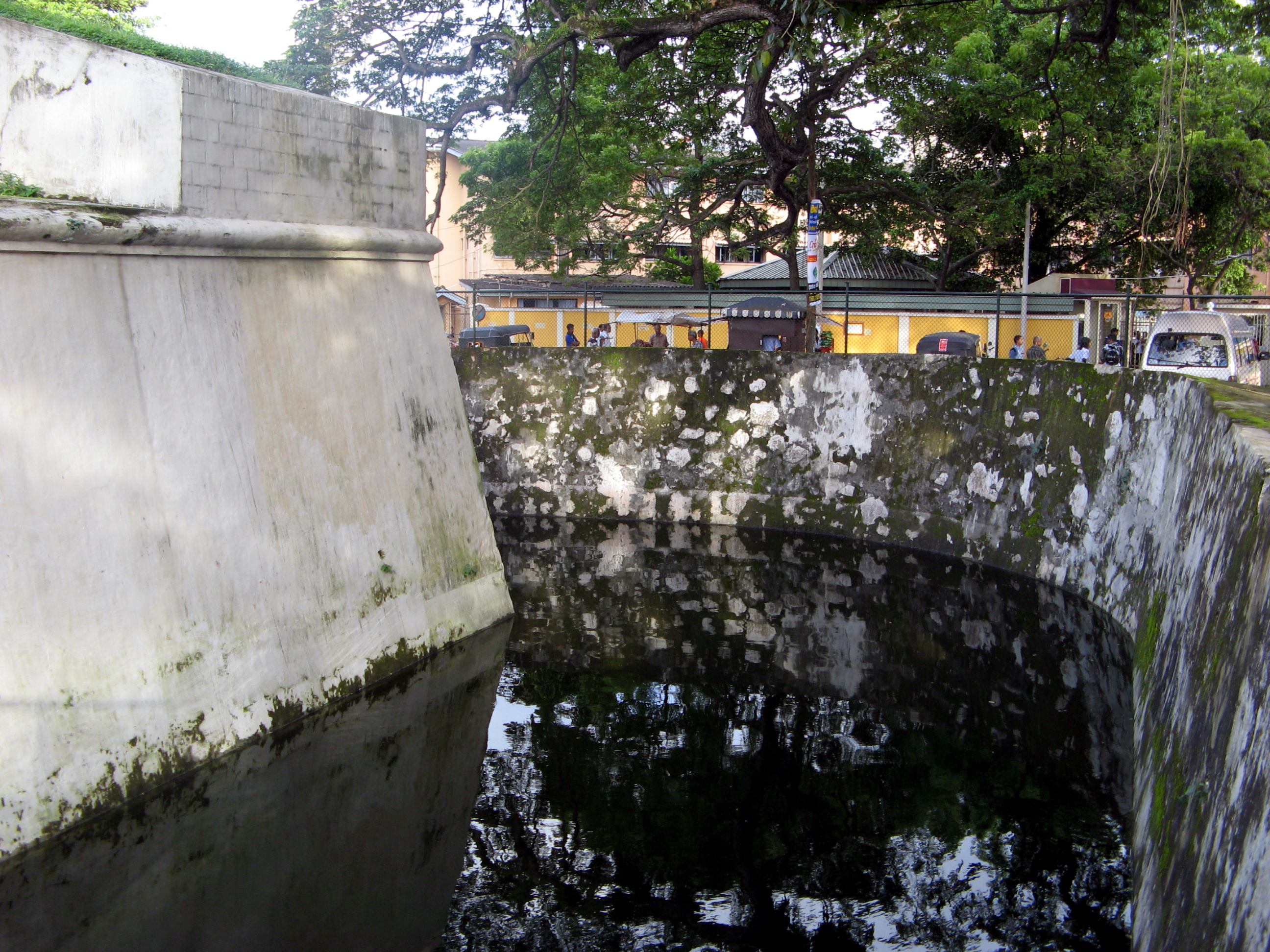
De gracht van het Sterfort
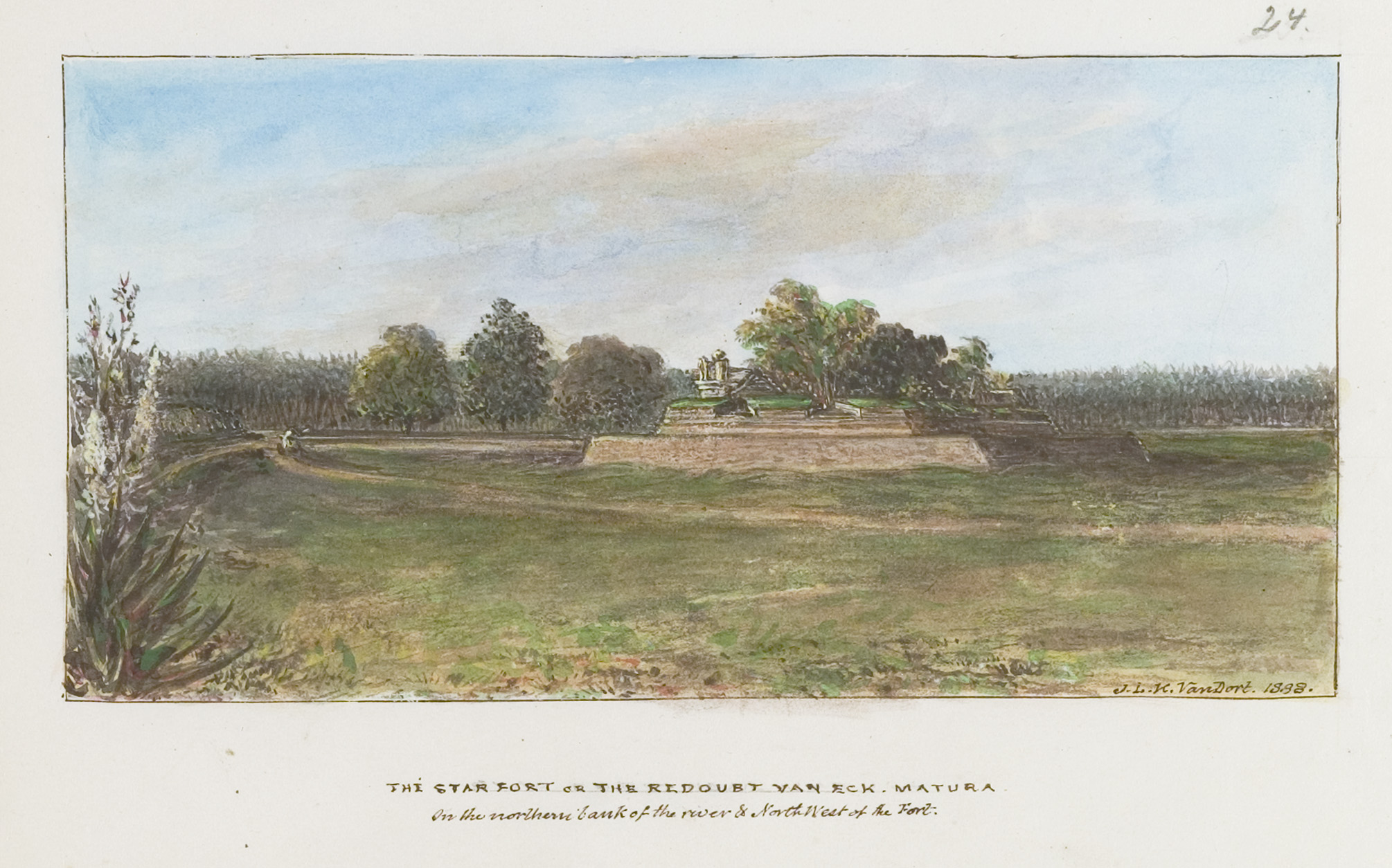
Het Sterfort eind 19de eeuw, geschilderd door Van Dort.
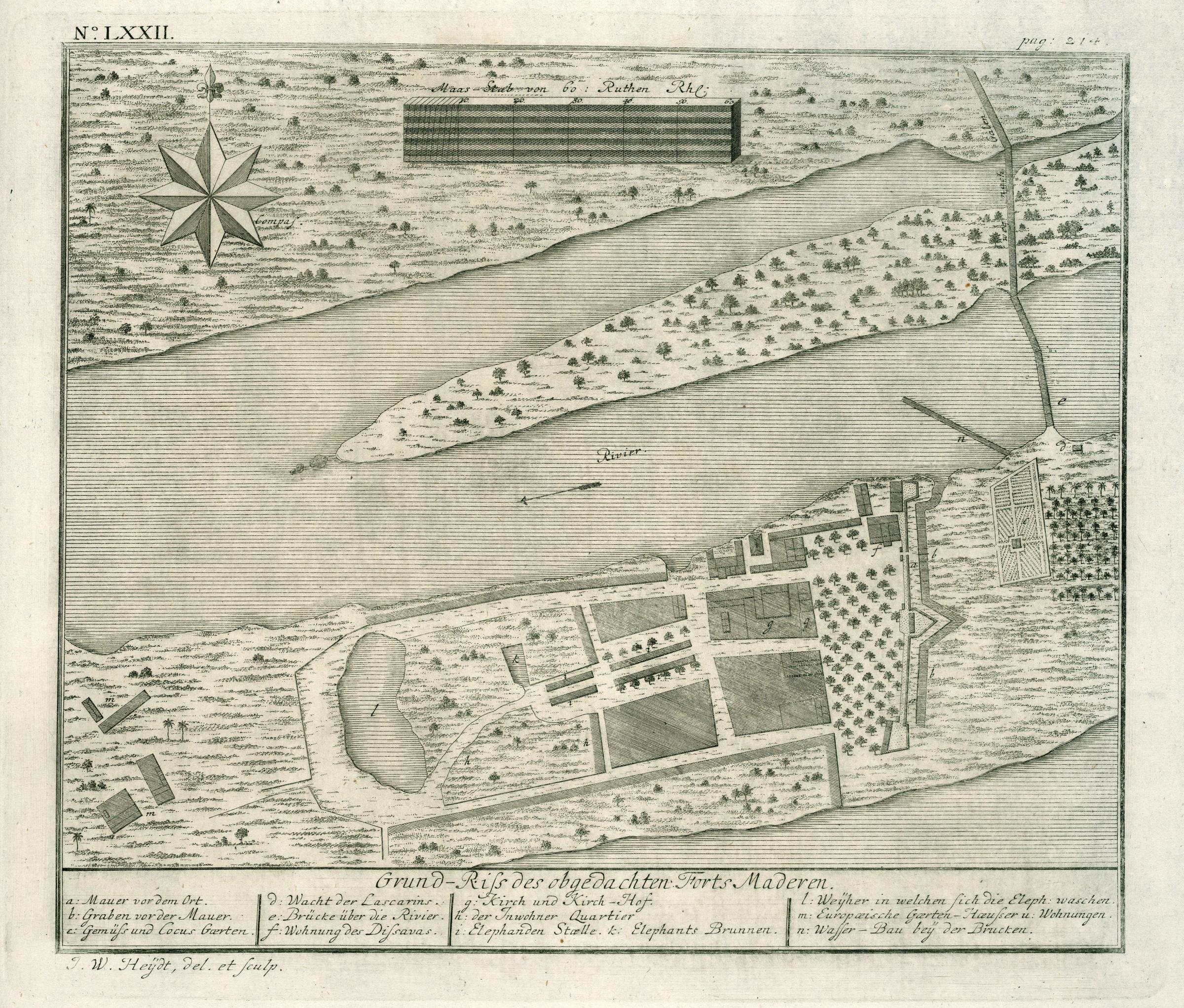
Plattegrond van het fort van Matara rond 1740. Op het schiereiland het stadje, met links de olifantenvijver en rechts de muur. Het Sterfort aan de overkant van de Nilwala rivier valt rechtsboven net buiten de kaart.